# جاك بيلي (لاعب كرة قدم)
جاك بيلي (بالإنجليزية: Jack Bailey)‏ (1 يناير 1901 في المملكة المتحدة - ) هو لاعب كرة قدم بريطاني في مركز مهاجم داخلي. لعب مع نادي ساوثيند يونايتد وThames A.F.C. ‏.